# Wakaba Higuchi
Wakaba Higuchi (樋口新葉?, Higuchi Wakaba; Tokyo, 2 gennaio 2001) è una pattinatrice artistica su ghiaccio giapponese.

## Biografia
Higuchi ha debuttato a livello juniores durante la stagione 2014-15, vincendo il bronzo nella Finale Grand Prix svolta a Barcellona e un altro bronzo ai successivi Mondiali di categoria. Conferma il terzo anche ai Mondiali juniores disputati a Debrecen nel 2016.
A partire dalla stagione 2016-17 inizia a gareggiare a livello senior. Giunge nona ai Campionati dei Quattro continenti di Gangneung 2017 e undicesima ai Mondiali di Helsinki 2017.
Ai Mondiali di Milano 2018 riesce a ottenere la medaglia d'argento dopo essersi piazzata ottava alla fine del programma corto, recuperando nel libero sei posizioni con un punteggio totale di 210.90 punti che la pone davanti alla connazionale Satoko Miyahara (210.08 punti), mentre resta abbondantemente distante dalla campionessa mondiale Kaetlyn Osmond (223.23 punti).
Ha rappresentato il Giappone ai Giochi olimpici invernali di Pechino 2022, vincendo la medaglia di bronzo nella gara a squadre con i connazionali Yūma Kagiyama, Shōma Uno, Kaori Sakamoto, Ryūichi Kihara, Riku Miura, Misato Komatsubara e Tim Koleto. Nella concorso femminile si è classificata al 5º posto. È stata la quinta pattinatrice della storia ad atterrare un triplo Axel in una rassegna olimpica.
Nell'aprile 2022 ha subito una frattura da stress allo stinco destro. Ad ottobre 2022 ha reso noto che, a causa dell'infortunio, di non gareggerà nel corso dell'intera la stagione 2022-2023.

## Palmarès

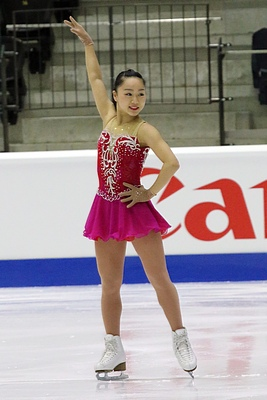
Wakaba Higuchi durante i Mondiali juniores 2015

| Risultati | Risultati      | Risultati      | Risultati      | Risultati      | Risultati      | Risultati      | Risultati      | Risultati      | Risultati      | Risultati      | Risultati      | Risultati      | Risultati      |
| Internazionali | Internazionali | Internazionali | Internazionali | Internazionali | Internazionali | Internazionali | Internazionali | Internazionali | Internazionali | Internazionali | Internazionali | Internazionali | Internazionali |
| Evento | 2012-13        | 2013-14        | 2014–15        | 2015-16        | 2016-17        | 2017-18        | 2018-19        | 2019-20        | 2020-21        | 2021-22        | 2022-23        | 2023-24        | 2024-25        |
| --- | -------------- | -------------- | -------------- | -------------- | -------------- | -------------- | -------------- | -------------- | -------------- | -------------- | -------------- | -------------- | -------------- |
| Olimpiadi invernali |                |                |                |                |                |                |                |                |                | 4°             |                |                |                |
| Campionati mondiali |                |                |                |                | 11º            | 2º             |                | C              |                | 11°            |                |                | 6°             |
| Campionati dei Quattro continenti |                |                |                |                | 9º             |                |                | 4°             |                |                |                |                | 5°             |
| GP Finale |                |                |                |                |                | 6º             |                |                |                |                |                |                | 4°             |
| GP Cup of China |                |                |                |                |                | 2º             |                |                |                |                |                |                |                |
| GP NHK Trophy |                |                |                |                | 4º             |                |                |                | 2º             |                | R              | 9°             |                |
| GP Rostelecom Cup |                |                |                |                |                | 3º             | R              |                |                |                |                |                |                |
| GP Skate America |                |                |                |                |                |                |                | 6°             |                |                |                |                | 1º             |
| GP Skate Canada |                |                |                |                |                |                | 6°             |                |                | 6°             | R              |                |                |
| GP Trophée de France |                |                |                |                | 3º             |                |                | 6°             |                | 3º             |                | 5°             | 2º             |
| CS Autumn Classic International |                |                |                |                |                |                | 5°             |                |                |                |                |                |                |
| CS Cup of Austria |                |                |                |                |                |                |                |                |                | 1º             |                |                |                |
| CS Lombardia Trophy |                |                |                |                | 1º             | 2º             |                | 8°             |                |                | 9°             |                |                |
| International Challenge Cup |                |                |                |                |                | 1º             | 3º             |                |                |                |                |                |                |
| Internazionali: categoria Junior |                |                |                |                |                |                |                |                |                |                |                |                |                |
| Campionati mondiali |                |                | 3º             | 3º             |                |                |                |                |                |                |                |                |                |
| JGP Finale |                |                | 3º             |                |                |                |                |                |                |                |                |                |                |
| JGP Austria |                |                |                | 5º             |                |                |                |                |                |                |                |                |                |
| JGP Croazia |                |                |                | 2º             |                |                |                |                |                |                |                |                |                |
| JGP Germania |                |                | 1º             |                |                |                |                |                |                |                |                |                |                |
| JGP Repubblica Ceca |                |                | 2º             |                |                |                |                |                |                |                |                |                |                |
| Asian Trophy |                |                | 1º             |                |                |                |                |                |                |                |                |                |                |
| Nazionali |                |                |                |                |                |                |                |                |                |                |                |                |                |
| Campionati giapponesi |                |                | 3º             | 2º             | 2º             | 4º             | 5°             | 2º             | 7°             | 2º             |                | 12°            | 3º             |
| Campionati giapponesi juniores | 7º             | 8º             | 1º             | 1º             |                |                |                |                |                |                |                |                |                |
| Eventi a squadre |                |                |                |                |                |                |                |                |                |                |                |                |                |
| Olimpiadi invernali |                |                |                |                |                |                |                |                |                | 2º S (2º P)    |                |                |                |
| World Team Trophy |                |                |                |                | 1º S (2º P)    |                |                |                |                |                |                |                |                |
| Japan Open |                |                |                |                | 1º S (5º P)    |                |                |                | 1º S (2º P)    | 1º S (1º P)    |                |                |                |
| GP = Grand Prix; CS = Challenger Series; JGP = Junior Grand Prix; R= Ritirata; S = risultato della squadra; P = risultato personale; C = Evento cancellato |                |                |                |                |                |                |                |                |                |                |                |                |                |